# اکریدگ (اورگن)
اکریدگ (به انگلیسی: Oakridge) شهری در شهرستان لین ایالت اورگن است و در سرشماری سال ۲۰۱۱ میلادی، ۳٬۲۰۵ نفر جمعیت داشته که نسبت به سال ۲۰۱۰، ۰ درصد رشد جمعیت داشته‌است.

## موقعیت جغرافیایی
موقعیت جغرافیایی شهرها و مناطق اطراف به شرح زیر است: